# Club de Rugby San Roque
El Club de Rugby San Roque es un club de rugby que se fundó en 1971 en Valencia, cuando un profesor del colegio público San Roque del distrito de Benicalap (Valencia) reunió a un grupo de alumnos y creó una academia de este deporte. Actualmente, el equipo milita en la liga regional valenciana y cuenta con plantilla en todas las demás divisiones inferiores, incluido un equipo femenino.
Entre sus éxitos más recientes, se encuentra el ascenso a División de Honor B en el año 2021. 

## Academia

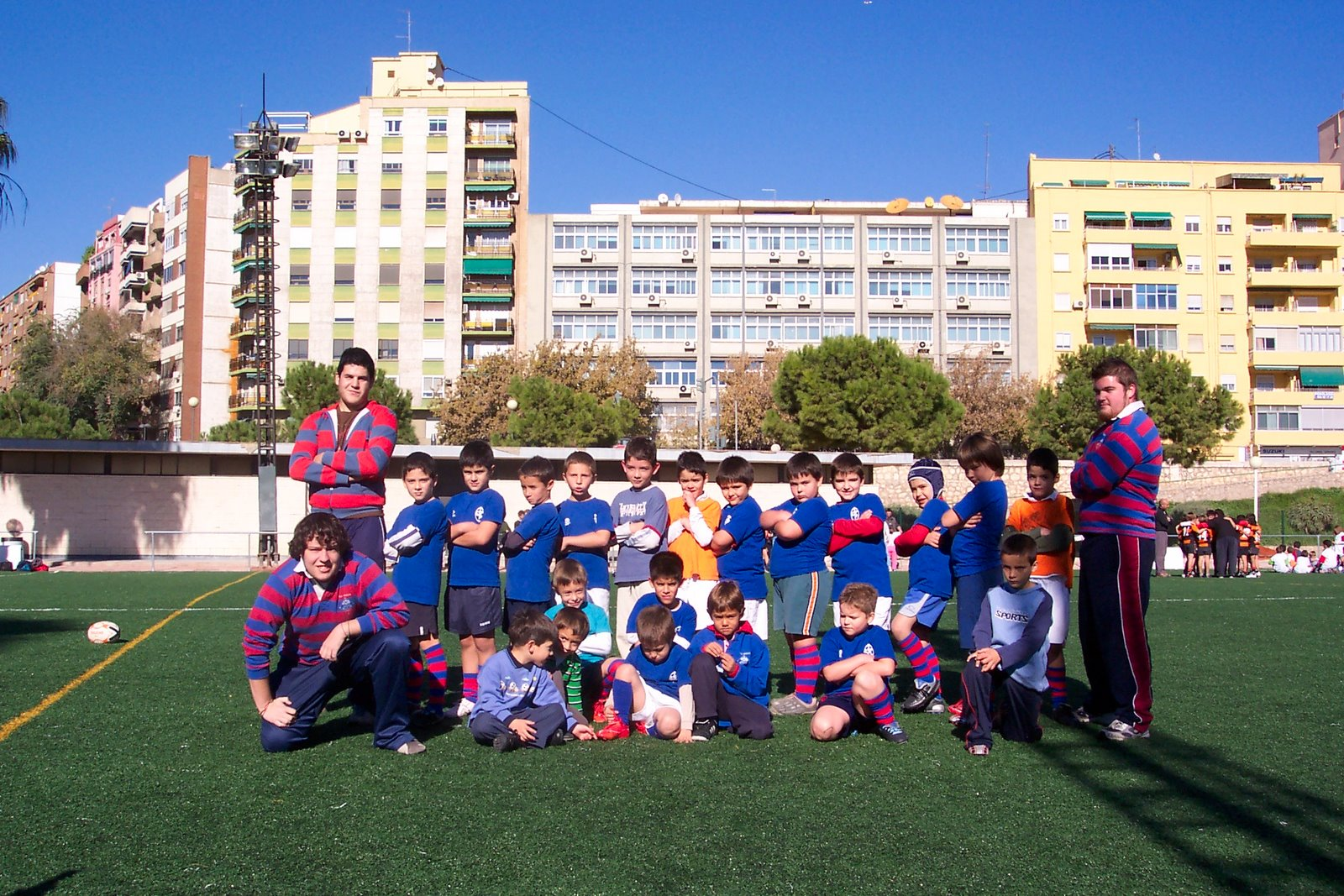
Jugadores sub-8, noviembre de 2007

Desde hace más de una década, el club ha centrado numerosos esfuerzos en sus jugadores juveniles. La organización ha consolidado la plantilla infantil del Colegio Santa María de Valencia, base que mantiene todas sus plantillas inferiores, desde el Sub-6 hasta el Sub-18. Además de esto, en los meses previos al inicio de cada curso escolar, sus instructores inician el proceso de reclutamiento realizando talleres de rugby y jornadas de iniciación al entrenamiento en muchas escuelas de la ciudad.
El tiempo que se dedica a la formación de jóvenes jugadores se materializa con las numerosas convocatorias de jugadores sanroqueños en las selecciones juveniles representativas de la Federación Valenciana de Rugby y en la Selección de España de rugby, disputando torneos internacionales.